# Mehmet Ağar
Mehmet Kemal Ağar (Ankara, Turquía, 30 de octubre de 1951)  es un antiguo jefe de policía y político turco, exministro gubernamental y exlíder del Partido Democrático.

## Primeros años
Mehmet Ağar nació el 30 de octubre del 1951 en la residencia conocida como Çankaya Köşkü, residencia oficial del Presidente de Turquía en Ankara, donde su padre trabajaba como vigilante. Durante su juventud, visitó varios lugares a lo largo del país, debido a la posición de su padre como jefe de policía. 
Empezó su educación secundaria en Ankara, y la continuó en el Haydarpaşa Lisesi de Estambul y lo acabó el 1968. Estudió finanzas en la Escuela de Ciencia Política de la Universidad de Ankara con una beca del sobre beca del Directorio General de Seguridad Turco. Graduado el 1972, Mehmet Ağar aconteció oficial de policía. Más tarde, sirvió como inspector de policía al dispositivo de seguridad del presidente estatal. 
El 1976, Ağar fue nombrado vicegobernador de distrito a İznik y Selçuk. Más tarde se convertía en gobernador de distrito en Torul y Delice. El 1980, se le asignó cómo vicedirector a la sección contraterrorista de la policía de Estambul. El año siguiente fue promovido a director de seguridad, a Estambul. A la vez, se convertía en jefe de la Contraguerrilla, una iniciativa de operación anticomunista clandestina a la cual apoyaban la OTAN y los Estados Unidos.
Mehmet Ağar sirvió entre 1984-1988 como baches-cabe de policía de Estambul. En 1989, se convertía en cabo de policía de Ankara y en 1990 cabo de policía a Estambul. Después de un servicio breve como gobernador de Erzurum entre 1992-1993, se lo nombró el julio de 1993 director general de la Seguridad Turca a Ankara. Formó la rama de las Fuerzas de Operaciones Especiales dentro de la Seguridad Turca, y apoyaron la lucha de la Gendarmería en contra del PKK en áreas rurales.
Mehmet Ağar entró en política como diputado por Elâzığ del Partido del Verdadero Camino (DYP) tras las elecciones generales de 1995.
Mehmet Ağar, se casó en 1974 con Emel Ağar. La pareja tiene un hijo, Tolga, y una hija, Yasemin.

## Carrera política
Mehmet Ağar fue nombrado Ministro de Justicia el 1996. Posteriormente, en el siguiente gobierno de coalición, fue Ministro del Interior. Dimitió de este cargo el noviembre del 1996, en protesta por la visita oficial del primer ministro Necmettin Erbakan a #Libia. A las elecciones generales de 1999, Ağar  concurrió para un asiento al parlamento como diputado independiente por provincia de Elâzığ, y recibió el número más alto de votos nunca conseguido por un candidato independiente. 
El Partido del Verdadero Camino (DYP) perdió las elecciones parlamentarias del 2002 y Tansu Çiller dimitió como líder del partido y se retiró de política. Mehmet Ağar fue el único representante del partido elegido en la elección de 2002 por provincia de Elâzığ, y accedió a la Gran Asamblea Nacional de Turquía. Después de la dimisión de Çiller, Ağar fue elegido como nuevo presidente del Partido de la Recta Vía.
El 5 de mayo de 2007 se anunció que el DYP y el Partido de la Madre Patria (ANAP) se fusionarían para formar el Partido Democrático (Demokrat Parti). Así pues, el DYP se rebautizó a sí mismo (basado en el partido previo del mismo nombre), y se planeó que el ANAP se uniría al nuevamente fundado DP.
Mehmet Agar dimitió de su posición como líder del DP después de las elecciones legislativas turcas de 2007.

## Escándalo Susurluk
En 2011 fue condenado a una larga pena de prisión. La razón fue su participación como Ministro del Interior en el escándalo llamado escándalo de Susurluk, en el cual se pusieron de relieve las conexiones entre la política, las fuerzas de seguridad y el crimen organizado.